# Miguel Iglesias
Miguel Iglesias Pino de Arce (Celendín, 11 de junio de 1830-Lima, 7 de noviembre de 1909) fue un militar y político peruano, ocupó la presidencia del Perú. Es conocido por ser el autor del Grito de Montán, con el que se abrió paso a las negociaciones de paz durante la Guerra del Pacífico, que desembocó en la firma del Tratado de Ancón, por el que el Perú cedió territorios a Chileː a perpetuidad Tarapacá; Tacna y Arica por diez años.
Derrotado por Andrés Avelino Cáceres, entregó el mando a Antonio Arenas y partió al exilio en España.

## Biografía

### Primeros años y carrera militar
Hijo del aristócrata español Lorenzo Iglesias Espinach y Rosa Pino de Arce. Muy joven era todavía cuando empezó sus estudios de Derecho, pero los interrumpió para dedicarse a la administración de las propiedades de su familia en Cajamarca, principalmente representado por el fundo “Udima”. Se desposó con Concepción Posada.
Fue elegido diputado por Cajamarca entre 1864 y 1865. Durante la crisis política desatada tras la firma del Tratado Vivanco-Pareja, fue designado prefecto de Cajamarca (1865-1868) y se sumó a la reacción nacional contra la debilidad del gobierno ante las exigencias del gobierno español. Con su propio dinero organizó un batallón al frente del cual marchó a Lima para contribuir a la defensa del Callao frente a la Escuadra Española del Pacífico, el 2 de mayo de 1866. Como recompensa a sus valiosos servicios, se le concedió el grado de coronel.
Culminada la guerra con España, reasumió como prefecto de Cajamarca (1872-1873) y contribuyó a consolidar el gobierno de Manuel Pardo frente a la rebelión de los coroneles Gutiérrez. Sin embargo, pronto pasó a conspirar contra dicho gobierno, apoyando la fracasada rebelión de Nicolás de Piérola (la llamada “expedición del Talismán”), siendo derrotado en Purhuay, en octubre de 1874.

### Guerra del Pacífico
Tras la declaratoria de guerra de Chile al Perú en 1879, organizó un batallón de 3000 hombres y junto a ellos se trasladó a Lima. En la madrugada del 22 de diciembre de 1879, se unió a los batallones que secundaron a Nicolás de Piérola para deponer al vicepresidente Luis La Puerta y juntos tomaron El Callao. Inmediatamente después, Iglesias fue designado Ministro de Guerra y Marina por el gobierno dictatorial inaugurado por Piérola. Se hizo cargo de la reorganización de las fuerzas armadas, tras la derrota de los ejércitos del Sur, iniciando los preparativos de la defensa de Lima, ante la proximidad del ejército chileno.

#### Defensa de Lima
Iglesias participó en la Batalla de San Juan. En la noche del 12 de enero de 1881, el primero de los cuerpos de ejército, bajo su jefatura, cubría las avenidas de Lurín proyectándose sobre Chorrillos, Villa y Santa Teresa, y formando la derecha.
Iglesias recuperó las posiciones del cerro Santa Teresa pero se dio cuenta de que estaba rodeado por retaguardia, por lo que tuvo que retroceder para abrirse paso hacia el malecón. Iglesias fue hecho prisionero después de una desesperada resistencia en Chorrillos alrededor de las 12:30 p. m. A partir de ese momento fueron las fuerzas del coronel Arnaldo Panizo, que, junto con sus artilleros realizaron la defensa en la batería principal Mártir Olaya del Morro Solar.
Atacado Panizo por Patricio Lynch, los artilleros resistieron hasta que fueron arrollados. En Marcavilca y el Morro Solar el asalto fue iniciado por los regimientos 4.º de línea Chacabuco y proseguido por otros. Iglesias, como habíamos dicho, fue hecho prisionero a las 12:30pm junto con Guillermo Billinghurst, Carlos de Piérola y Miguel Valle Riestra. Entre los muertos se encuentra Alejandro Iglesias, hijo de Miguel Iglesias.
Miguel Iglesias fue liberado por las tropas chilenas a condición de que trasmitiese las condiciones de las tropas de ocupación a las autoridades peruanas. Cumplida su misión, tras la ocupación de Lima por los chilenos fue autorizado a retirarse a su hacienda de Cajamarca, bajo el compromiso de apartarse de la actividad política, lo que cumplió todo el año de 1881.

#### Iglesias en el norte del Perú
El Presidente Lizardo Montero se trasladó con sus Ministros a Huaraz, instalando un gobierno unificado en febrero de 1882, y designó a Iglesias, por ser el militar de mayor jerarquía, como Jefe Superior Político y Militar del Norte. Este se encargó entonces del mando de las fuerzas peruanas existentes y organizó las unidades que enfrentaron victoriosamente a las tropas chilenas en las cercanías de su hacienda, en lo que se conoce como el combate de San Pablo, el 13 de julio de 1882. Tres días más tarde, lanzó una proclama saludando el ejército triunfador:

Habéis combatido y vencido al enemigo; el arrojo de que hicisteis gala ha sido precursor del triunfo, y vuestros nombres quedan, y quedarán grabados y esculpidos en letras de oro. La defensa que hoy habéis hecho de vuestros derechos, auxiliándonos y contribuyendo a nuestro triunfo, es la prueba más grande y satisfactoria de todo lo que debe y puede hacer un pueblo de abnegado patriotismo…
Cajamarquinos: La gloria del triunfo del 13 de julio de 1882, os pertenece a vosotros, colaboradores muy eficaces de tan grande suceso os contará eternamente en el seno de los suyos. Yo os doy las gracias y espero siempre de vosotros igual conducta. Vuestro conciudadano y amigo.
Miguel Iglesias Pino de Arce

Sin embargo, la escasez de recursos no le permitió mantener las posiciones ganadas y el departamento de Cajamarca acabó por ser ocupado por los chilenos.

### Presidente provisional del Perú

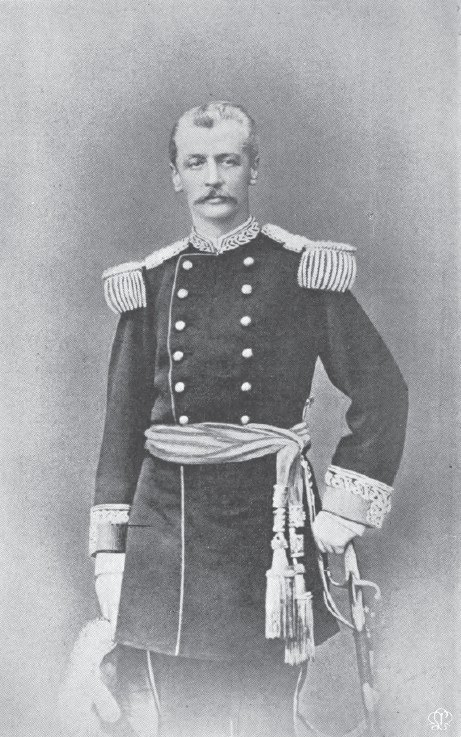
Miguel Iglesias con uniforme militar.

Iglesias asumió el mando de los departamentos del norte, y estableció un gobierno en Trujillo en julio de 1882. Ya por entonces estaba convencido de que los contrastes sufridos en la lucha contra el invasor se debían más que nada a las disensiones políticas internas, y que lo saludable para el Perú era lograr de una vez la paz con Chile. El 31 de agosto de 1882, emitió el célebre Manifiesto de Montán exigiendo la paz, aún con cesiones territoriales; se autoproclamó Jefe Supremo; autorizó el inicio de conversaciones con el enemigo y convocó una Asamblea en el Norte para obtener su respaldo, la misma que se instaló el 25 de diciembre de 1882.
Por ley del 30 de diciembre la Asamblea estableció el Poder Ejecutivo con un jefe responsable que lo presidiría con la denominación de Presidente Regenerador de la República y un ministerio igualmente responsable. La Asamblea el 1 de enero de 1883 designó a Iglesias Presidente Regenerador.
El 5 de enero la Asamblea otorgó al presidente Iglesias plenos poderes para tratar de la paz con el enemigo. La Asamblea no fue reconocida por Piérola (que acababa de llegar de Europa), ni Cáceres, ni Montero como tampoco por los chilenos, quienes tenían sus dudas acerca del nuevo régimen instalado en Cajamarca.
El 9 de febrero de 1883, Patricio Lynch recibió la orden del presidente Domingo Santa María para que reforzara el mando de Miguel Iglesias, en el norte convencido de que con Iglesias podría firmar la paz según sus intereses, y que Lizardo Montero Flores y Francisco García Calderón no aceptarían la cesión territorial. El 31 de marzo de 1883 Cáceres llegó a Canta y destacó al coronel Isaac Recavarren a Huaraz junto al batallón Pucará de 250 hombres para que organizara tropas y luego marchara al norte a deponer el gobierno de Iglesias. Lynch había realizado un préstamo en mayo de 1883 al negociador Mariano Castro Zaldívar para la compra de suministros que armasen fuerzas leales a Iglesias como Vidal García y García en Trujillo con 200 hombres, Genaro Carrasco en Piura con 480 hombres y estas no sean atacadas por guerrillas de Cáceres.  Con el fin de proteger a Miguel Iglesias y su gobierno con una fuerza de 400 hombres en Cajamarca, Patricio Lynch envió a Alejandro Gorostiaga desde Trujillo a Huamachuco el 3 de mayo de 1883, para evitar que Recavarren atacase al gobierno de Iglesias.
El 3 de mayo de 1883 la base del Tratado de Ancón ya estaba acordada entre Patricio Lynch y Miguel Iglesias quien firma este convenio inicial desde Cajamarca.
El 10 de julio de 1883 se desarrolló la batalla de Huamachuco entre Andrés Avelino Cáceres y Alejandro Gorostiaga. Miguel Iglesias envió una comisión especial para felicitar a Gorostiaga por su victoria. De esta manera, Cáceres había sido minimizado lo suficiente como para no cuestionar su autoridad. Montero por su parte, tuvo que salir de Arequipa para evitar la destrucción de la ciudad.

#### Fin de la guerra: El Tratado de Ancón

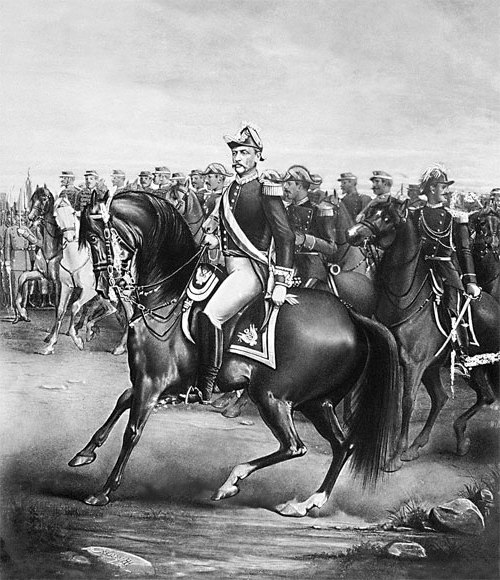
Miguel Iglesias, convencido de que la prolongación de la guerra con Chile sería devastadora para el Perú, alentó la firma de la paz con cesión territorial.

El 20 de octubre de 1883 terminó en Ancón la discusión de los términos del tratado de paz. Una vez firmado el Tratado de Ancón, el 11 de marzo de 1884 la Asamblea Constituyente aprobó el Tratado. Iglesias marchó hacia Lima para asumir el gobierno del país, al ser ungido por la Asamblea como Presidente Provisorio.
Como consecuencia de la derrota y el posterior restablecimiento del orden, se inició la llamada fase del Segundo militarismo. Inicialmente, se caracterizó por la lucha entre el presidente Iglesias y Andrés A. Cáceres, el llamado Héroe de la Breña por su férrea oposición a la ocupación chilena.
Aun cuando el presidente Iglesias ostentaba el cargo de manera constitucional, no consiguió el apoyo de lo que quedaba de la elite peruana, quienes más bien trataban de acercarse a Cáceres. Este grupo estaba formando mayoritariamente por antiguos miembros del Partido Civil, con un ánimo de recuperar la doctrina anterior y restablecer un gobierno civil en la república.

#### Guerra civil y exilio
De acuerdo de la Asamblea Constituyente de 1884, Iglesias ya debía retirarse del gobierno y llamar a elecciones. Sin embargo, este prefirió permanecer en el poder y exigir el sometimiento incondicional de Andrés A. Cáceres. Por su parte, Cáceres procedió a proclamarse Presidente el 16 de julio de 1884, argumentando el quiebre del orden constitucional.
Las fuerzas de Iglesias y Cáceres en un primer momento se enfrentaron en Lima y después en Trujillo. Ante sus derrotas en la costa norte, Cáceres se retiró al centro sur: Cuzco, Arequipa, Apurímac y Ayacucho, donde pudo reorganizar su ejército para volver a atacar.
Para 1885, después de un enfrentamiento en la sierra central y otra derrota en Lima el 3 de diciembre de 1885, Iglesias renunció a la presidencia. Antonio Arenas, presidente del Consejo de Ministros, asumió la Presidencia, dando paso a una transición constitucional. Iglesias partió al exilió en España. Regresó al ser elegido como senador por Cajamarca en 1895. Falleció en 1909.
Sus restos que habían sido enterrados en un mausoleo del Cementerio Presbítero Maestro de Lima, fueron trasladados en 2011 a la Cripta de los Héroes dentro del mismo cementerio.